# Боснійсько-герцеговинське повстання
Боснійське повстання (Повстання в Боснії і Герцеговині, Боснійсько-турецька війна), повстання проти Османської імперії, що почалося 1875 року в Невесині й незабаром поширилося по всій Боснії і Герцеговині.
Повстанців забезпечували зброєю і підтримували добровольці з Чорногорії і Сербії. Повстання призвело до початку сербсько-турецької, чорногорсько-турецької воєн і поклало початок так званої Великої Східної Кризи (Східне питання). Результатом повстання і війни проти Османської імперії став Берлінський конгрес 1878 року, на якому Сербія і Чорногорія здобули незалежність, у той час як Австро-Угорщина окупувала Боснію і Герцеговину, яка де-юре залишалася частиною Османської імперії.
У повстанні відзначилися: Мичо Любибратич, Максим Бачович, Лазар Сочица, Пера Тунгуз, Пеция Петрович, Голуб Бабич, Стоян Ковачевич і Богдан Зимоньіч. Також участь у баталіях брав український добровольчий легіон одним з вояк якого був Василь Яновський.

## Повстання у Герцеговині

### Підготовка
Лідери автономної Герцеговини Йован Гутич, Симон Зечевич, Ілля Стевановіч, Тривко Грубачич, Проданий Рупар і Петро Радович в серпні і вересні 1874 року зустрілися й вирішили розпочати підготовку до повстання. Були прийняті рішення про підготовку зброї і боєприпасів, притулків для людей, потребу заручитися підтримкою з Чорногорії. Термін початку повстання визначили навесні 1875 року. Ця група в жовтні вступила в переговори з чорногорським правителем Миколою Петровичем. Правитель спочатку не хотів передчасних дій, зокрема через небажання Росії воювати з османами. Проте підготовка тривала й далі. У більєчському і требінському краях нею керували сердар Тодор Муичич, Ґліґор Мілічевич, Василь Сворцан і Сава Якшич.
Османи дізнались про підготовку повстання і намагалися заарештувати ініціаторів, проте ті втекли до Чорногорії взимку 1874 року. Наступного року Великі держави втрутилися у спроби Османської імперії зловити їх, зокрема Австрія, у якої був ряд своїх інтересів в Боснії і Герцеговині. Вона попросила Османську імперію помилувати злочинців. Османи під тиском спробували вступити в переговори.

### Невесинське повстання

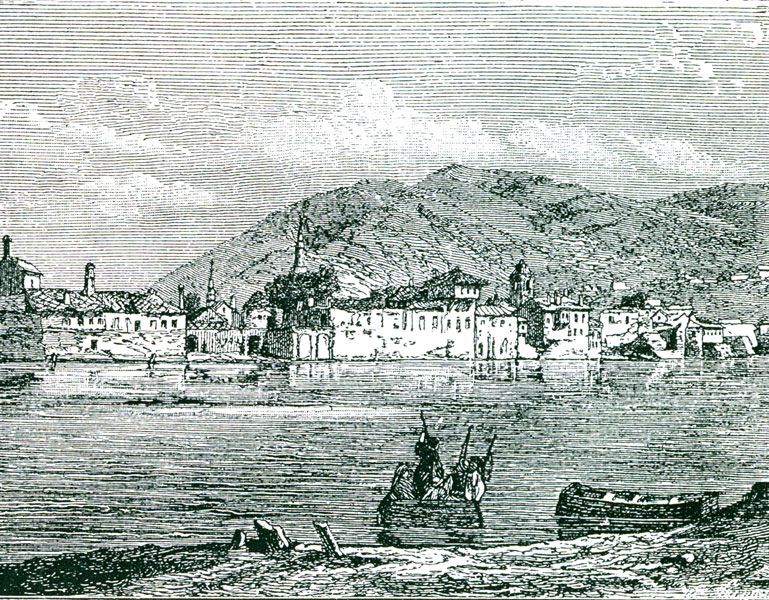
Требинє

Лідери повстанців повернулися 1875-го й далі готували повстання. План передбачав спочатку визволення невесинського краю, а потім поширення на інші частини Герцеговини. Тим часом османи шукали злочинця Перу Тунгуза, який 5 липня на Цетьній галявині в Бишині напав на караван. Переслідуючи Перу османи 9 липня зіткнулися з озброєними селянами під командуванням Джована Гутича на горбі на північ від села Крекова. Цей конфлікт став відомий як Невесинське повстання (серб. Невесињска пушка, Босанско-херцеговачки устанак) і поклав початок загальному повстанню по всій Герцеговині. Спочатку невесинський, а потім бильєчський і столачський краї були відвойовані у Османської імперії, а в серпні гатачський край і прикордонні території поруч з Чорногорією. Група з 50—300 чоловік і безліч загонів по 500—2000 людей з'єдналися й напали на османські прикордонні війська.
Османські війська складалися з чотирьох батальйонів регулярної армії (загалом 1800 солдатів). Розгорнуті в Мостарі, Требинє, Никшичі, Фочі стояли на кордоні. Також була велика кількість башибузук (нерегулярне військо). Османським військом командував Селім-паша, який, у свою чергу, перебував під командуванням Дервіш-паші, османського намісника в Боснії і Герцеговині. Після початку повстання в Османській імперії намагалися виграти час переговорами з повстанцями для підходу підкріплення. Повстанці прагнули знизити податки, якими османи обкладали місцеве населення. У серпні 4000 нізамів (регулярне військо) прийшли в Боснію, а потім ще чотири батальйони морем дісталися в Требинє. Повстанці в липні і серпні знищили більшу частину гарнізону і обложили Требинє 5 серпня. Османи розблокували місто 30 серпня. У кінці серпня для бойових дій у Боснії, Сербія і Чорногорія обіцяли допомогти. Це призвело до продовження повстання.
Князь Нікола послав Петра Вукотича і чорногорських добровольців під командуванням Пеко Павловича. Сербський уряд не наважується публічно допомагати повстанню під зовнішнім тиском, але послав Мичо Любибратича. Стався конфлікт між повстанцями через розбіжності між представниками чорногорського і сербського уряду.

### Під Невесинем

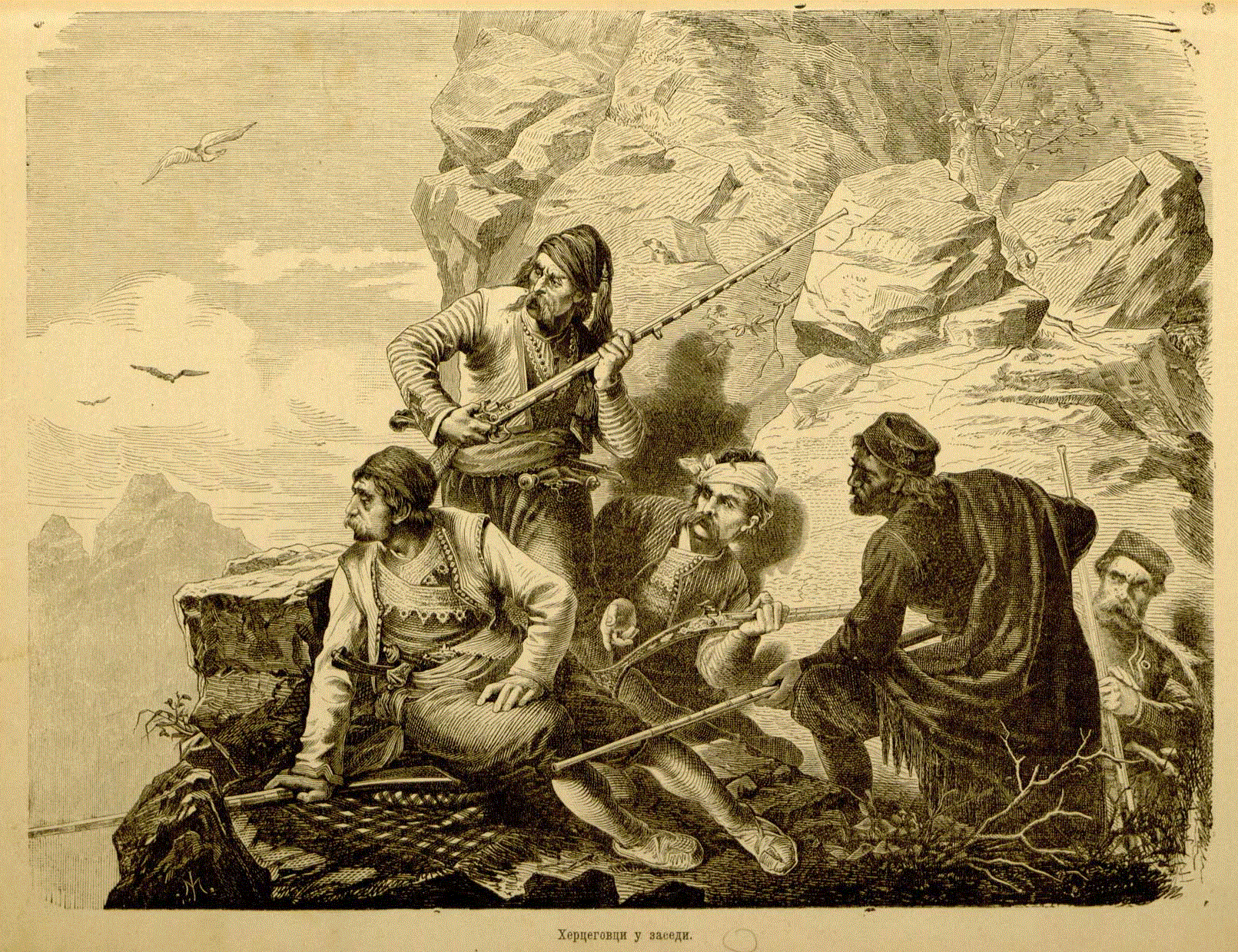
Герцеговинці в засідці.

Перший значний успіх стався 29 серпня при нападі на Невесине. Місто захищали 370 нізамів, загін башибузук та 300 вершників. Напад здійснювали 700 чорногорців і 2700 місцевих повстанців. Після напруженого дня боротьби все місто, за винятком деяких частин, витратило велику кількість продовольства і зброї. Цей успіх допоміг почати переговори з Портою, і з південно-слов'янськими містами, щоб організувати допомогу повстанцям. Белград, Нові-Сад, Загреб, Трієст, Дубровник і Цетинє отримували комітети для допомоги повстанцям. Зусиллями Джузеппе Гарібальді та інших комісії створювалася така допомога і в Римі, Венеції, Лондоні, Відні та в інших місцях.

### Конфлікт під Прапратницею і блокада міста
Наприкінці серпня османам удалося зібрати 15 000 чоловік і 48 гармат. Повстанців налічувалося до 10 000 і набагато менше гармат. Повстанці здебільшого нападали із засідок, і таким чином почалася битва з османами. У вересні розпочалися османські блокади Никшича, Невесине, Гацько, Білечів і Горансько. В кінці вересня османи отримали ще чотири батальйони нізамів. Це змусило Пеко Павловича і Мічо Любибратича прийняти бій на шляху до Клек-Столац, під Прапратницею 30 вересня з двома батальйонами нізамів. Їм вдалося завдати тяжких втрат османам і захопити сотні гармат, а потім повернутись до засідок. У жовтні 49 караулів захопили повстанці в районі Гацько, Голіє і Баньіна. Після захоплення цих територій (каньйон Дуге) повстанці блокували головну османську лінію комунікації Гацько — Никшич.

### Поразка османів під Муратовичею
Османи отримували нові підкріплення, а також у жовтні прибув новий командир Реуф-паша. Османи спробували зняти блокаду з Горанського та 10—11 листопада зазнали важких втрат під Муратовичею від 3500 повстанців.
Реуф-паша увійшов 24 листопада в Горанско з 4500 солдатами. На 22 грудня 8000 солдатів виїхали з Гацько до Никшича. На Крсцу повстанці об'єднали сили, але через розрізненість командування напад Лазара Сочица і Богдана Зимоньіча (5000 повстанців) на османів було відбито. Реуф-паша забезпечив гарнізон, а потім повернувся в Гацько. Зиму 1875—1876 обидві сторони використовували для відпочинку й поповнення військ. Командиром повстанців став Петро Вукотич.

### Османська посилення і дипломатична інтервенція
Османи в січні 1876 замінили командувача Реуфа-пашу на Мухтара-пашу, який тоді мав 30 000 вояків під своїм командуванням, але тільки половина з них була готова до бою. Решта були хворі або поранені в попередніх боях. Пеко Павлович із загоном в 1500 осіб із засідки 18—20 січня напав на 5 батальйонів нізамів і башибузук і переміг їх. Мухтар-паша таємно зібрав 16 батальйонів у Требинє. Вночі вони перейшли на Попове поле і 29—30 січня з усіх боків напали на загін Пеко Павловича. До ночі бунтівники оборонялись, згодом їм вдалося втекти до Зупце. Сербські втрати були більш ніж 100 поранених і вбитих.
Австро-Угорщина 31 січня внесла нову пропозицію Порті щодо проведення реформ. Порта прийняла цю пропозицію, але цього не зробили повстанці, які спонукали австро-угорців почати переговори з князем Ніколою. Нікола прагнув до розширення меж Чорногорії та визнання її як суверенну державу, щоб зупинити надання допомоги повстанцям. У ході подальших переговорів османи запропонували амністію повстанцям, звільнення від десятини на рік, від інших податків на 2 роки та допомогу в ремонті будинків. Повстанці прагнули видати землі християнам третьої країни і зняття османських облог з Никшича, Фочі, Требинє, Мостара, Столаця і Плєвля. Османи їм відмовили.

### Боротьба на Муратовичах і під Никшичем
У березні 1876 османи програли ще одну битву на Муратовичах із 800 загиблими і захопленням 1300 одиниць зброї повстанцями. Мухтар-паша отримав ще більше підкріплень в березні й уже мав 22 000 солдатів. З початком квітня його сили в Гацько становили 20 батальйонів нізамів і 2000 башибузук. 13 квітня вони попрямували до Никшича, і повстанці зібрали сили тільки на виході з каньйону Дуге. Бій тривав дні і ночі з 14 по 17 квітня і закінчився поразкою повстанців. Османи зазнали істотних втрат і пішли в Гацько. Там сили Мухтара-паші збільшилися до 29 батальйонів нізамів та 5000 башибузук. З цими силами Мухтар-паша пішов на Никшич 28—29 квітня. Повстанці майже здалися від голоду. Однак, повертаючись до Гацько, османи зазнали втрат через напади повстанців.

### Розвиток ситуації перед окупацією БіГ
Повстання ще не завершилося, тож Німеччина, Російська імперія та Австро-Угорщина запропонували на два місяці припинення вогню і влаштували зустріч в середині травня. Паралельно з цією подією і почалися переговори між сербським і чорногорським урядами, які призвели до оголошення війни проти Османської імперії 30 червня 1876 року. Герцеговинські повстанці увійшли в армію Чорногорії і допомогли виграти 28 липня 1876 битву під Вучег Дола, 5 червня 1877 битву при Крусах і захопити місто Никшич у вересні 1877. 1878 року чорногорська армія діяла з повстанцями з Герцеговини на березі.

## Повстання в Боснії
Підготовка почалась дещо пізніше, ніж у Герцеговині, і не проходила під місцевим керівництвом. У ході підготовки виділилися Валт Відович, Симон і Йово Білбійа, Спасойе Бабич і Валт Пелагич. Згідно з планом, першими повинні були визволити села під Козарой, Просарой і Мотаіцей, атакувати комунікації і блокувати савські міста, а пізніше захопити Баню-Луку. План передбачав початок повстання 18 серпня 1875. Дізнавшись про підготовку повстання, фермери з Дворишта, Читлука, Петрині, Бачвана, Побрчана і Тавіє 15 серпня напали на редіфа в Двориштиме. Лідером став Остоя Корманош.

### Початок повстання
На початку було захоплено ділянку навколо Просари і Козари, а в околицях Прієдора утворився загін з близько 400 повстанців під командуванням Перо Бабича. Вони блокували Прієдор, а потім під керівництвом Марка Хенадійє атакували Босанску Костайніцу 19 серпня. Там вони зазнали поразки. Османські війська швидко сформували караули з башибузук в Баня-Луці, Травниках, Біхачі, Босанському Дубіце і Костайніце, Прієдорі і Старі Майдані. Повстанці відступили перед більшими силами. 25 серпня повстанці під командуванням Петра Поповича Пеція розділилися на невеликі групи, щоб уникнути поразки. З його допомогою на річці Сава 9—10 вересня прибули у великих кількостях гармати, передані з Сербії для допомоги повстанню. Наступного дня османське військо атакувало повстанців у Просарі й перемогло їх на Саві, де загинули Корманош і Пеція. Проте повстання й далі поширювалося в південно-західній частині Боснії (боснійська Країна), де очолив повстання Голуб Бабич.
Комітети допомоги були сформовані у Сербії, Чорногорії та Хорватії. Головний комітет повстання був заснований в Белграді в серпні 1875 року, а потім з'явилися і в інших місцях. У Новій Градишці було засновано Головне управління боснійського повстання за звільнення.
Сербські воєводи намагалися діяти так, щоб Боснія дісталася Сербії, а хорватські домагалися об'єднання з Хорватією. На Ямницкому Зборі 16-17 грудня 1875 відбулися також сутички між прихильниками Обреновичів і Карагеоргевиєчей.

### 1876 і проголошення про об'єднання
Навесні 1876 продовжилися дії повстанців зокрема під Козарою і Просарою, Грмечем, Вічакою і Мотаіцею. Голуб Бабич взимку закупив 200 гармат, рушниці, порох і свинець для них. Вище керівництво складалося з Бабича, Іллі Бильбия і Тодора Сучевича. Бабич не нападав на добре укріплені й захищені міста, а атакував маленькі османські загони. 30 червня Сербія вступила у війну проти Османської імперії, і стала ще більше допомагати повстанцям. Повстанське керівництво 2 липня 1876 проголосило про об'єднання Боснії з Князівством Сербія. Голуб Бабич з повстанцями 9 липня захопив Саніцу і Бравско, а 2-7 липня Босанско Грахова.

### Зміна командування
Потім замість Бабича взяв на себе командування полковник з Сербії Мілета Деспотович. Він організував армію, посилив дисципліну і почав будувати плани на завоювання міст і районів Боснії, де вони будуть організовувати сербське правління. Згідно з планом було скоєно напад на Оджак 23 серпня і його здобули повстанці, але стало ясно, що окупація міста неможлива для такої невеликої групи повстанців. Після провалу війни Сербії з Османською імперією і припинення вогню 1 листопада, повстання пішло на спад. Відсутність єдності серед лідерів повстання, погана дисципліна давали перевагу Османській імперії.

### Битва під Седлою і кінець повстання
Навесні 1877 повстанці пішли в атаку з 5000 людей. Їх просування мало змінний успіх. Деспотович з повстанцями у травні дісталися до центру Боснії, в якому османи згрупували сили (20 000 солдатів) з наміром знищити командування повстання під Тишковцем і Чорними Потоками. Бабич пропонував уникати фронтальних бойових дій, але Деспотович відмовився і з 3000 повстанцями окупував Сідло. 4 серпня там на них напали османи, і бій призвів до краху військового повстання. Деспотович втік до Австрії, де був узятий в полон і інтернований з групою повстанців. Бабич утік до Лики, а потім повернувся до Боснії з наміром продовжити повстання. Не в змозі отримати допомогу, він залишився зовсім один. Народні Збори з 200 делегатів обрали тимчасовий уряд Боснії з 14 членів. Уряд включив Голуба Бабича, Володимира Йоніна, Йово Білбія, Йово Скоблу, Віду Мілановіча та інших. Більшу частину цього уряду було заарештовано вже згодом, а Австро-Угорщина окупувала Боснію 1878 року за угодою Берлінського конгресу.

## Причини поразки
Головною причиною поразки були роз'єднаність керівництва, несприятлива ситуація іноземної політики і неправильні тактичні ходи проти сильнішого суперника.